# Еліс Гурі
Еліс Гурі (болг. Елис Гури; нар. 6 липня 1983, Шкодер, Албанія) — албанський і болгарський борець греко-римського стилю, чемпіон світу, дворазовий призер чемпіонатів Європи, учасник трьох Олімпійських ігор.

## Життєпис
Боротьбою почав займатися з 1997 року. У 2003 році дебютував на чемпіонаті світу за першу збірну Албанії, кольори якої захищав до 2008 року. З 2011 року почав виступи за національну збірну Болгарії.
Виступав за спортивні клуби «Літекс» Ловеч, «Партизан» Тирана. Тренери — Братан Ценов, Армен Назарян.

## Спортивні результати на міжнародних змаганнях

### Виступи на Олімпіадах
| Змагання                    | Збірна   | Вагова категорія                 | Місце |
| --------------------------- | -------- | -------------------------------- | ----- |
| Літні Олімпійські ігри 2008 | Албанія  | греко-римська боротьба, до 96 кг | 7     |
| Літні Олімпійські ігри 2012 | Болгарія | греко-римська боротьба, до 96 кг | 7     |
| Літні Олімпійські ігри 2016 | Болгарія | греко-римська боротьба, до 98 кг | 7     |

### Виступи на Чемпіонатах світу
| Змагання                        | Збірна   | Вагова категорія                 | Місце  |
| ------------------------------- | -------- | -------------------------------- | ------ |
| Чемпіонат світу з боротьби 2003 | Албанія  | греко-римська боротьба, до 96 кг | 32     |
| Чемпіонат світу з боротьби 2006 | Албанія  | греко-римська боротьба, до 96 кг | 17     |
| Чемпіонат світу з боротьби 2007 | Албанія  | греко-римська боротьба, до 96 кг | 7      |
| Чемпіонат світу з боротьби 2011 | Болгарія | греко-римська боротьба, до 96 кг | Золото |
| Чемпіонат світу з боротьби 2015 | Болгарія | греко-римська боротьба, до 98 кг | 5      |

### Виступи на Чемпіонатах Європи
| Змагання                         | Збірна   | Вагова категорія                 | Місце  |
| -------------------------------- | -------- | -------------------------------- | ------ |
| Чемпіонат Європи з боротьби 2006 | Албанія  | греко-римська боротьба, до 96 кг | 21     |
| Чемпіонат Європи з боротьби 2007 | Албанія  | греко-римська боротьба, до 96 кг | 20     |
| Чемпіонат Європи з боротьби 2008 | Албанія  | греко-римська боротьба, до 96 кг | Бронза |
| Чемпіонат Європи з боротьби 2011 | Болгарія | греко-римська боротьба, до 96 кг | Бронза |
| Чемпіонат Європи з боротьби 2016 | Болгарія | греко-римська боротьба, до 98 кг | 17     |

### Виступи на Кубках світу
| Змагання                    | Збірна   | Вагова категорія                 | Місце |
| --------------------------- | -------- | -------------------------------- | ----- |
| Кубок світу з боротьби 2012 | Болгарія | греко-римська боротьба, до 96 кг | 6     |

### Виступи на інших змаганнях
| Змагання                                                        | Збірна   | Вагова категорія                 | Місце  |
| --------------------------------------------------------------- | -------- | -------------------------------- | ------ |
| Олімпійський кваліфікаційний турнір з боротьби 2004 (Новий Сад) | Албанія  | греко-римська боротьба, до 96 кг | 13     |
| Середземноморські ігри 2005                                     | Албанія  | греко-римська боротьба, до 96 кг | 6      |
| Турнір Дана Колова — Николи Петрова 2008                        | Албанія  | греко-римська боротьба, до 96 кг | 5      |
| Міжнародний меморіал Дейва Шульца 2011                          | Болгарія | греко-римська боротьба, до 96 кг | Золото |
| Турнір Дана Колова — Николи Петрова 2011                        | Болгарія | греко-римська боротьба, до 96 кг | Золото |
| Кубок Владислава Питласинські 2011                              | Болгарія | греко-римська боротьба, до 96 кг | 9      |
| Вогні Москви 2011                                               | Болгарія | греко-римська боротьба, до 96 кг | Бронза |
| Турнір Дана Колова — Николи Петрова 2015                        | Болгарія | греко-римська боротьба, до 98 кг | 7      |
| Кубок Владислава Пітласинські 2015                              | Болгарія | греко-римська боротьба, до 98 кг | 10     |
| Турнір Дана Колова — Николи Петрова 2016                        | Болгарія | греко-римська боротьба, до 98 кг | Срібло |
| Кубок Владислава Пітласинські 2016                              | Болгарія | греко-римська боротьба, до 98 кг | 16     |

### Виступи на змаганнях молодших вікових груп
| Змагання                                       | Збірна  | Вагова категорія                 | Місце |
| ---------------------------------------------- | ------- | -------------------------------- | ----- |
| Чемпіонат Європи з боротьби серед юніорів 2002 | Албанія | греко-римська боротьба, до 85 кг | 21    |
| Чемпіонат світу з боротьби серед юніорів 2003  | Албанія | греко-римська боротьба, до 96 кг | 10    |